# Ischaemum lanatum
Ischaemum lanatum är en gräsart som beskrevs av Ravi, N.Mohanan, Shaju. Ischaemum lanatum ingår i släktet Ischaemum och familjen gräs. Inga underarter finns listade i Catalogue of Life.